# Francisco Hélio Campos
Dom Francisco Hélio Campos (Quixeramobim, Ceará, 24 de julho de 1912 — Viana, Maranhão, 23 de janeiro de 1975), ou apenas Dom Hélio Campos, foi bispo católico brasileiro, titular da Diocese de Viana de 1969 até sua morte.

## Biografia
Nasceu em Itatira, que na época pertencia ao município de Quixeramobim, filho de Belarmina Gomes Campos e Francisco Cordeiro Campos. Teve seis irmãos, dos quais quatro também dedicaram suas vidas à religião: Gerardo, Hilza, Zilma e Inês. Recebeu o presbiterato das mãos de D. Manuel Gomes, no Seminário da Prainha, em 5 de agosto de 1937.
Foi pároco em Mucuripe, Senador Pompeu, Pedra Branca e em Pirambu. Nesta última, cuja paróquia assumiu em 1958, teve trabalho de destaque junto à comunidade. Ali permaneceu até 1969, quando foi transferido para a paróquia do Mondubim, em Fortaleza.
Como recompensa por sua conduta atuante junto à sua paróquia, em 14 de abril de 1969, três meses depois de ser transferido, o padre Hélio foi nomeado bispo diocesano de Viana, no Maranhão. Seria o segundo titular da mesma. O primeiro, D. Amleto, havia falecido em 1967. Sua sagração ocorreu em 6 de julho, no Seminário da Prainha, tendo como celebrantes D. José Delgado, arcebispo de Fortaleza, D. Raimundo, bispo-auxiliar, e D. João José, arcebispo de São Luís do Maranhão.
Tão logo assumiu a posse da diocese, em 5 de agosto, sua atitude voltada aos mais desfavorecidos entrou em choque com os hábitos daquela comunidade. Logo no primeiro ano de seu bispado, liderou e reivindicou com o povo, junto aos poderes competentes, a construção da estrada que liga Viana a Arari, então considerada a grande redenção dos vianenses e da Baixada Maranhense. Todavia, seus planos de médio e longo prazos para sua diocese não chegaram a ser concretizados em virtude de sua morte prematura. Diagnosticado com câncer, em 1974, D. Hélio precisou deixar sua diocese para tratar-se em Fortaleza, onde finalmente faleceu, aos 63 anos incompletos. Seu corpo foi sepultado na Catedral de Viana. Foi substituído como bispo diocesano por D. Adalberto Paulo da Silva.